# Reial Club Deportiu Espanyol de Barcelona 2021-2022
Questa voce raccoglie le informazioni riguardanti il Reial Club Deportiu Espanyol de Barcelona nelle competizioni ufficiali della stagione 2021-2022.

## Maglie e sponsor
| Casa | Trasferta | Terza maglia |

Sponsor ufficiale: Riviera Maya

Fornitore tecnico: Kelme

## Rosa
In corsivo i calciatori ceduti durante la stagione
| N. |                    | Ruolo | Calciatore               |
| -- | ------------------ | ----- | ------------------------ |
| 1  | Spagna (bandiera)  | P     | Oier Olazábal (capitano) |
| 2  | Spagna (bandiera)  | D     | Miguelón                 |
| 3  | Spagna (bandiera)  | D     | Adrià Pedrosa            |
| 4  | Uruguay (bandiera) | D     | Leandro Cabrera          |
| 5  | Spagna (bandiera)  | D     | Fernando Calero          |
| 6  | Spagna (bandiera)  | C     | Manu Morlanes            |
| 7  | Cina (bandiera)    | A     | Wu Lei                   |
| 8  | Spagna (bandiera)  | C     | Fran Mérida              |
| 9  | Spagna (bandiera)  | A     | Javi Puado               |
| 10 | Spagna (bandiera)  | C     | Sergi Darder             |
| 11 | Spagna (bandiera)  | A     | Raúl de Tomás            |
| 12 | Spagna (bandiera)  | D     | Óscar Gil                |
| 13 | Spagna (bandiera)  | P     | Diego López              |
| 14 | Spagna (bandiera)  | C     | Óscar Melendo            |

| N. |                        | Ruolo | Calciatore     |
| -- | ---------------------- | ----- | -------------- |
| 15 | Spagna (bandiera)      | C     | David López    |
| 16 | Spagna (bandiera)      | A     | Loren Morón    |
| 17 | Spagna (bandiera)      | D     | Dídac Vilà     |
| 18 | Belgio (bandiera)      | A     | Landry Dimata  |
| 19 | Spagna (bandiera)      | A     | Álvaro Vadillo |
| 19 | Paesi Bassi (bandiera) | C     | Tonny Vilhena  |
| 20 | Albania (bandiera)     | C     | Keidi Bare     |
| 21 | Spagna (bandiera)      | C     | Nico Melamed   |
| 22 | Spagna (bandiera)      | C     | Aleix Vidal    |
| 23 | Spagna (bandiera)      | A     | Adrián Embarba |
| 24 | Spagna (bandiera)      | D     | Sergi Gómez    |
| 25 | Venezuela (bandiera)   | C     | Yangel Herrera |
| 34 | Spagna (bandiera)      | P     | Joan García    |

## Calciomercato

### Sessione estiva
| Acquisti         | Acquisti           | Acquisti        | Acquisti                   |
| R.               | Nome               | da              | Modalità                   |
| ---------------- | ------------------ | --------------- | -------------------------- |
| A                | Landry Dimata      | Anderlecht      | definitivo (2,2 milioni €) |
| A                | Álvaro Vadillo     | Celta Vigo      | definitivo (1,8 milioni €) |
| D                | Sergi Gómez        | Siviglia        | definitivo (1 milione €)   |
| D                | Miguelón           | Villarreal      | definitivo (500 mila €)    |
| A                | Aleix Vidal        | Siviglia        | gratuito                   |
| C                | Yangel Herrera     | Manchester City | prestito                   |
| A                | Loren Morón        | Real Betis      | prestito                   |
| C                | Manu Morlanes      | Villarreal      | prestito                   |
| Altre operazioni |                    |                 |                            |
| R.               | Nome               | da              | Modalità                   |
| D                | Víctor Gómez Perea | Mirandés        | fine prestito              |

| Cessioni         | Cessioni           | Cessioni        | Cessioni      |
| R.               | Nome               | da              | Modalità      |
| ---------------- | ------------------ | --------------- | ------------- |
| D                | Lluís López        | Real Saragozza  | gratuito      |
| D                | Víctor Gómez Perea | Malaga          | prestito      |
| A                | Matías Vargas      | Adana Demirspor | prestito      |
| C                | Pol Lozano         | Girona          | prestito      |
| Altre operazioni |                    |                 |               |
| R.               | Nome               | da              | Modalità      |
| A                | Landry Dimata      | Anderlecht      | fine prestito |
| D                | Miguelón           | Villarreal      | fine prestito |
| A                | Álvaro Vadillo     | Celta Vigo      | fine prestito |

### Sessione invernale
| Acquisti | Acquisti      | Acquisti  | Acquisti              |
| R.       | Nome          | da        | Modalità              |
| -------- | ------------- | --------- | --------------------- |
| C        | Tonny Vilhena | Krasnodar | prestito (500 mila €) |

| Cessioni | Cessioni       | Cessioni | Cessioni |
| R.       | Nome           | da       | Modalità |
| -------- | -------------- | -------- | -------- |
| A        | Álvaro Vadillo | Malaga   | prestito |